# Colapso de edifício em Surfside
Em 24 de junho de 2021, por volta da 1h25min EDT, o Champlain Towers South, um prédio de condomínio de 12 andares à beira-mar em Surfside, Flórida, Estados Unidos, um subúrbio de Miami, desabou parcialmente. Pelo menos 98 pessoas morreram e outras onze ficaram feridas como resultado do desabamento. Cerca de 22 pessoas foram resgatadas da parte destruída do edifício, duas pessoas foram resgatadas dos escombros. Em 26 de julho, aproximadamente um mês após o desabamento, a última vítima desaparecida foi encontrada.

## Antecedentes
O edifício residencial, Champlain Towers South, está localizado no número 8777 da Collins Avenue (Florida State Road A1A). Foi construído em 1981 pelo empreiteiro Nathan Reiber e faz parte de um complexo junto com outros dois edifícios, um construído ao mesmo tempo e chamado Champlain Towers North, e outro construído entre os edifícios Norte e Sul em 1994 e chamado Champlain Towers East. Todos os três são estruturas em forma de L com 12 andares, mas em 2021 o prédio sul continha a maioria das unidades em 136. O projeto foi a primeira nova construção em Surfside após uma moratória sobre o novo desenvolvimento imposta pelo condado de Miami-Dade devido a problemas de infraestrutura de água e esgoto em Surfside durante os anos 1970. Os incorporadores pagaram à cidade 200 mil dólares em 1979 para financiar a substituição do sistema de esgoto e garantir a aprovação para a construção dos condomínios. Os prédios ficam ao norte do North Beach Oceanside Park, que está localizado no bairro de North Beach, em Miami Beach.

## Colapso
O edifício Champlain Towers South sofreu um colapso por volta de 1h30 EDT em 24 de junho de 2021. Imagens de vigilância indicam que uma grande seção centro-norte do edifício desabou primeiro, o que deixou isolado o canto nordeste, que também desmoronou aproximadamente nove segundos depois. Das 136 unidades do edifício, compostas por apartamentos de um a quatro quartos, com áreas de 110 a 420 m², 55 foram destruídas no colapso.

### Causas possíveis

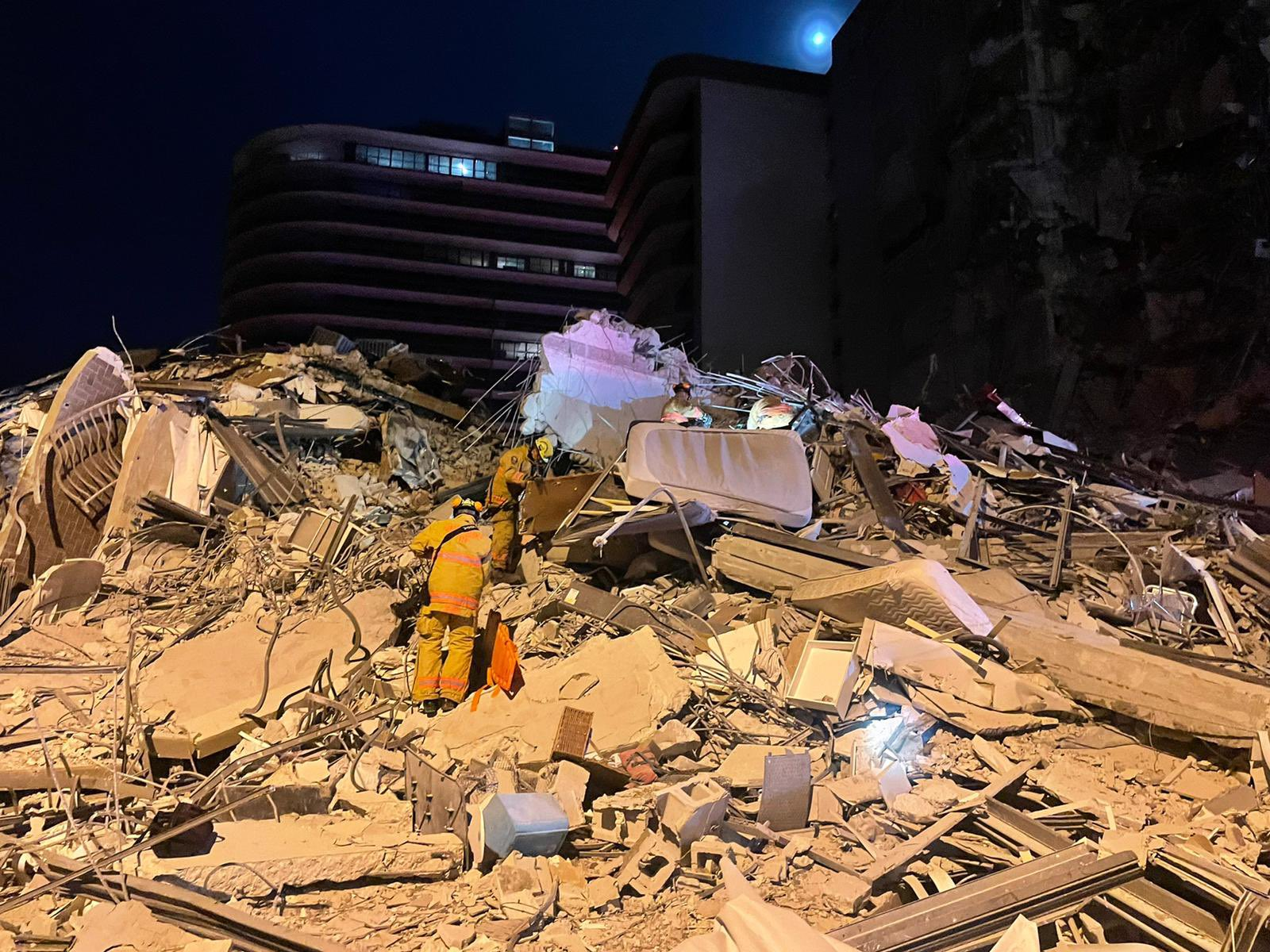
Bombeiros do Departamento de Resgate de Bombeiros de Miami-Dade procuram sobreviventes, 24 de junho

De acordo com a comissária da cidade de Surfside, Eliana Salzhauer, no momento do desastre, o prédio estava passando por uma inspeção para sua recertificação de 40 anos, que normalmente leva um ano para ser concluída. De acordo com o prefeito de Surfside, Charles Burkett, estavam sendo realizadas obras no terraço do prédio.
De acordo com a pesquisa da Universidade Internacional da Flórida que analisou os dados do Satélite Europeu de Sensoriamento Remoto disponíveis publicamente, o edifício está afundando desde os anos 1990 a uma taxa significativa de cerca de 2 mm por ano. Enquanto 97 por cento de Miami Beach estavam estáveis, 1.555 dos 18.949 pontos em Miami Beach estavam afundando, a uma taxa de menos de 1 mm por ano. Normalmente, no entanto, a pesquisa observou que um colapso de edifício devido ao afundamento seria provável apenas se uma parte de um edifício estivesse cedendo a uma taxa mais rápida do que outra, o que cria tensões que, por sua vez, enfraquecem a estrutura. A pesquisa também observou áreas super construídas que estavam cedendo a uma taxa significativamente mais rápida, como nas ilhas artificiais na Baía Biscayne - até 3,8 mm por ano.
Em 2018, uma vistoria realizada pela empresa de engenharia Morabito Consultants apontou um "grande erro" na construção do deck da piscina, onde a impermeabilização não era inclinada. Ao longo dos anos, as lajes de concreto abaixo do deck foram severamente danificadas pela água. A empresa escreveu que "a falha em substituir a impermeabilização em um futuro próximo fará com que a extensão da deterioração do concreto se expanda exponencialmente" e que o reparo seria "extremamente caro". As lajes do teto da garagem, que ficava abaixo do deck, mostravam várias rachaduras finas e grandes e caixas de vergalhões expostos. Não ficou claro nos registros públicos se a associação do condomínio tratou das questões levantadas no relatório.
Cientistas e engenheiros do Instituto Nacional de Padrões e Tecnologia (NIST), uma subagência do Departamento de Comércio dos Estados Unidos, chegaram ao local em 25 de julho. A equipe da agência, que investigou a queda das Torres Gêmeas do World Trade Center em 11 de setembro de 2001, decidirá se o NIST deve lançar uma investigação completa sobre o colapso e, caso contrário, ajudará a iniciar a investigação local sobre as causas do desastre.

## Vítimas

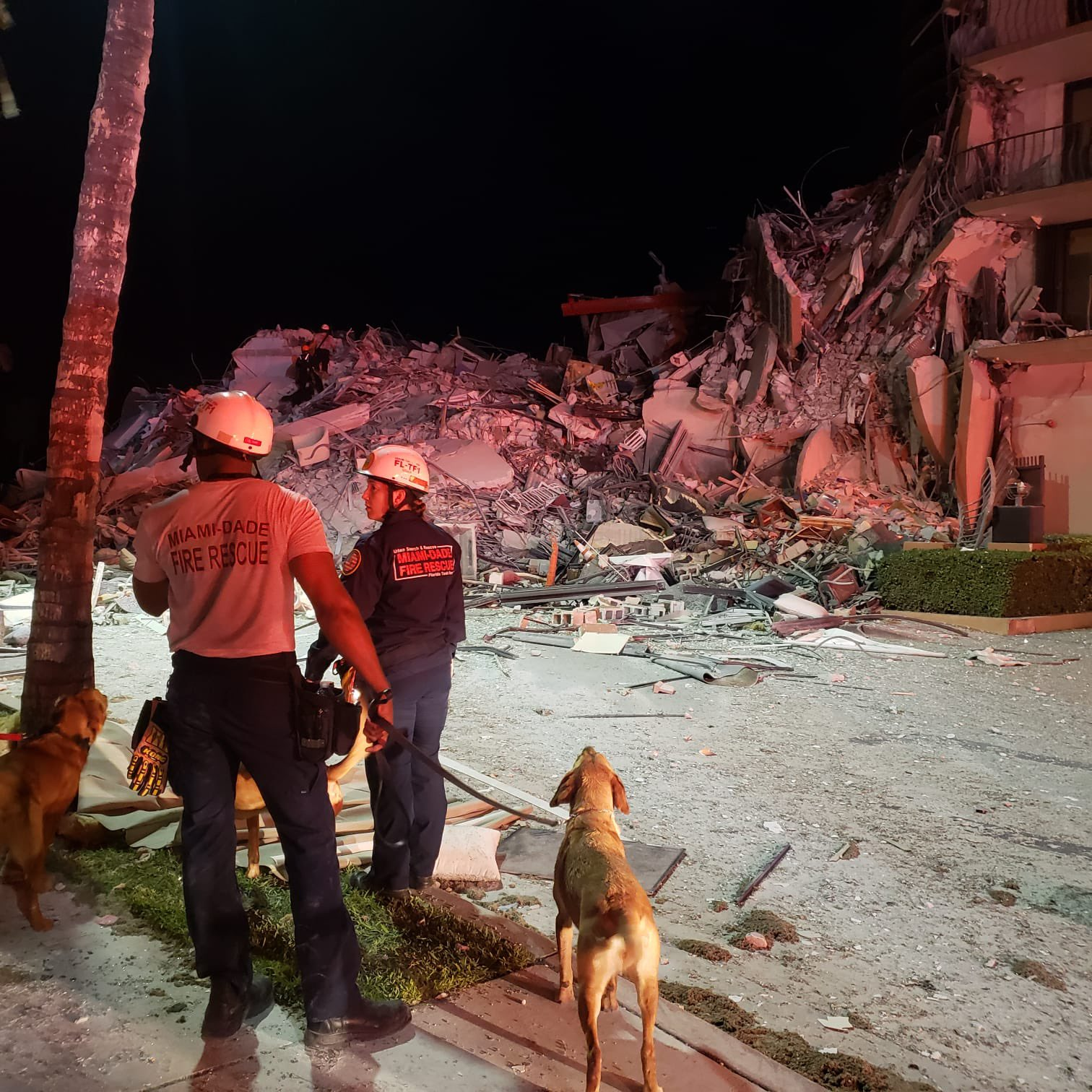
Socorristas durante os trabalhos de buscas por sobreviventes

Até 26 de julho de 2021, foi confirmado que noventa e oito pessoas morreram durante o colapso e outras onze ficaram feridas. A primeira fatalidade identificada foi Stacie Fang, de 54 anos, mãe de um menino de 15 anos que foi resgatado dos escombros logo após o colapso.
Pelo menos 31 pessoas da América do Sul que residiam ou se acreditava estarem no prédio na época do desabamento estavam entre os desaparecidos. O Ministério das Relações Exteriores do Paraguai informou que a irmã da primeira-dama Silvana López Moreira, o marido de sua irmã e seus três filhos estão desaparecidos. Outro cidadão paraguaio também estava desaparecido. Segundo sua filha, um primo-irmão do general da Força Aérea do Chile, Alberto Bachelet, está desaparecido. As outras pessoas desaparecidas foram identificadas como nove cidadãos argentinos, seis venezuelanos, seis colombianos e três uruguaios.
O cônsul-geral de Israel em Miami disse acreditar que 20 cidadãos israelenses estavam entre os desaparecidos. A Global Affairs Canada anunciou que quatro canadenses "podem ter sido afetados" pela tragédia, sem dar mais detalhes.